# Linia kolejowa nr 957
Linia kolejowa 957 – jednotorowa, zelektryfikowana linia kolejowa znaczenia miejscowego, łącząca stację Rybnik i rejon RTF stacji Rybnik Towarowy.